# Acumulare
În contabilitate și finanțe, acumularea reprezintă un activ sau o datorie care reflectă venituri sau cheltuieli recunoscute, dar care nu au fost încă plătite sau încasate.
În sistemul contabilității de angajamente (accrual accounting), termenul venituri acumulate desemnează venitul recunoscut în momentul în care o companie livrează un bun sau un serviciu, chiar dacă plata nu a fost încă primită. În mod similar, termenul cheltuieli acumulate se referă la obligațiile recunoscute atunci când o companie beneficiază de bunuri sau servicii, chiar dacă furnizorul nu a fost încă plătit.
Venitul acumulat este recunoscut ca venit în contul de profit și pierdere și reflectat în bilanț ca creanțe de încasat. Ulterior, când compania primește plata, contul de profit și pierdere rămâne nemodificat, însă contul de creanțe de încasat este redus, iar contul de numerar este majorat în bilanț. Pe de altă parte, o cheltuială acumulată este recunoscută ca o cheltuială în contul de profit și pierdere și prezentată în bilanț ca datorii de plată. După efectuarea plății, contul de profit și pierdere nu este afectat, însă contul de datorii de plată este redus, iar contul de numerar scade corespunzător.
În finanțe, termenul acumulare este frecvent utilizat pentru a descrie acumularea dobânzilor sau veniturilor din investiții pe o anumită perioadă, chiar dacă acestea nu au fost încă plătite. De exemplu, dobânzile acumulate se referă la dobânzi care au fost înregistrate, dar care nu au fost încă plătite.

## Acumulările în contabilitate
Contabilitatea de angajamente (sau contabilitatea pe bază de angajamente) recunoaște veniturile și cheltuielile când sunt realizate sau suportate, nu neapărat atunci când se încasează sau se plătesc. De exemplu, dacă o companie livrează un produs într-un an financiar, dar va încasă plata în anul următor, venitul este recunoscut în anul financiar în care a avut loc livrarea. În mod similar, compania care primește produsul recunoaște cheltuielile aferente în anul financiar în care a beneficiat de bunuri, chiar dacă plata efectivă este efectuată mai târziu.
Această metodă contrastează cu contabilitatea pe bază de numerar, care recunoaște tranzacțiile doar în momentul în care se efectuează plata.

### Venituri acumulate
Veniturile acumulate, cunoscute și sub denumirea de active acumulate, se referă la veniturile realizate, dar încă neîncasate. De exemplu, o companie care furnizează un serviciu sau un produs poate înregistra venitul chiar dacă plata va fi încasată ulterior. În cazul contractelor de închiriere, în care ciclurile de facturare nu corespund cu perioadele financiare, companiile trebuie să acumuleze venitul proporțional cu zilele în care serviciul a fost prestat înainte de data facturării.

### Cheltuieli acumulate
O cheltuială acumulată reprezintă o datorie pentru bunuri sau servicii primite, dar care nu au fost încă plătite. Aceste cheltuieli sunt înregistrate la momentul în care au fost realizate, chiar dacă plata va avea loc ulterior. De exemplu, o companie poate primi servicii într-o perioadă, dar va efectua plata în perioada următoare. Incertitudinea legată de momentul sau suma exactă a cheltuielilor acumulate este, de obicei, mult mai mică decât în cazul provizioanelor, care implică incertitudini semnificative.
Conform IAS 37, cheltuielile acumulate se deosebesc de provizioane prin faptul că sunt mai certe în ceea ce privește momentul și suma. Cheltuielile acumulate, cum ar fi plățile pentru concediul de odihnă al angajaților, sunt frecvent înregistrate la „datorii comerciale și alte datorii”
- Provizioanele sunt datorii care implică o incertitudine semnificativă în ceea ce privește momentul în care va avea loc cheltuiala sau valoarea exactă a obligației. De exemplu, provizioanele pentru litigii, daune viitoare sau reparații care nu sunt certe în ceea ce privește valoarea sau timpul necesar pentru a le soluționa.
- Datoriile comerciale se referă la obligații de plată pentru bunuri sau servicii care au fost deja primite sau furnizate și care au fost facturate sau convenite oficial cu furnizorul, având certitudine în privința valorii, dar doar în ceea ce privește momentul plății.
- Acumulările sunt datorii pentru bunuri sau servicii care au fost primite sau furnizate, dar care nu au fost încă plătite, facturate sau convenite oficial cu furnizorul, incluzând sumele datorate angajaților (de exemplu, concediul de odihnă acumulat). Deși uneori este necesar să se estimeze suma sau momentul acumulărilor, incertitudinea este mult mai redusă comparativ cu provizioanele.[2]

## Alte utilizări
În domeniul salarizării, un beneficiu comun oferit de angajator angajaților este acumularea concediului de odihnă sau a concediului medical. Acesta presupune că, pe măsură ce timpul trece, un angajat acumulează zile suplimentare de concediu de odihnă sau concediu medical, care sunt înregistrate într-un sistem de urmărire a timpului acumulat. După acumulare, angajatorul sau furnizorul de salarizare al angajatorului monitorizează numărul de zile utilizate pentru concediu medical sau concediu de odihnă.
În contextul studiilor clinice, termenul „acumulare” se referă fie la procesul de recrutare a pacienților într-un studiu clinic, fie la numărul total de pacienți care participă la un studiu.